# Yoshika Matsubara
Yoshika Matsubara (Prefectura de Shizuoka, 19 d'agost de 1974) és un futbolista japonès.

## Selecció japonesa
Va formar part de l'equip olímpic japonès als Jocs Olímpics d'estiu de 1996.